# KOHJINSHA SA

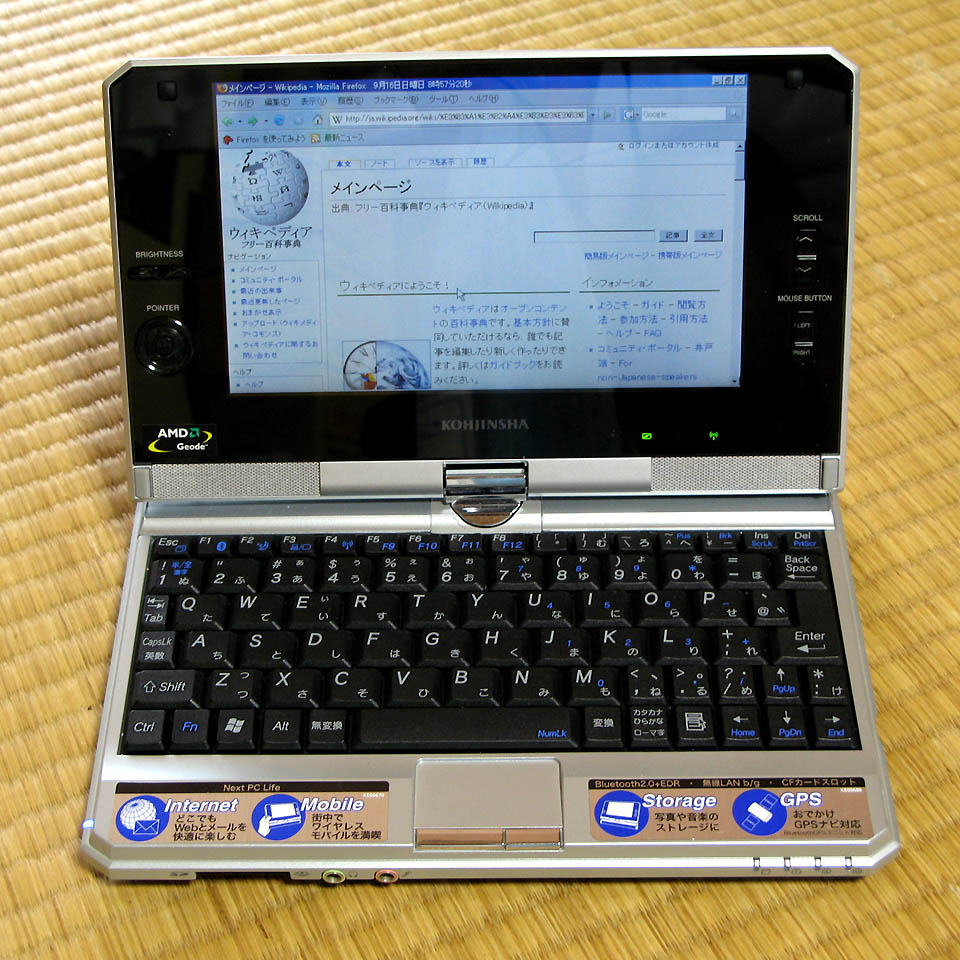
KOHJINSHA SA1F00A

KOHJINSHA SA（こうじんしゃ　エスエー）シリーズは、日本のパソコンメーカー・工人舎が販売するノートパソコン。
最初のモデルは2006年11月に発表。発売以後、最廉価モデルが9万円を切る低価格と、A5サイズ以下のミニノートPCとしては良好な操作性とバッテリー持続性で話題となった。型番の「SA1F」から、インターネットコミュニティでは俗に「サイフ」と呼ばれている。
2008年2月に後継機種「SA5SX***」、4月に「SA5KX***」、7月に「SA5KL***」、11月に「SA5ST***」が発表された。

## 概要・特徴
A5サイズ・7型ワイド液晶画面の1スピンドルミニノートパソコン。標準バッテリーの持続時間がSA1F***は公称5時間、SA5SX***は公称4時間であり、バッテリーによる長時間運用ができる。標準バッテリー装着時の重量が1kg未満と軽量であることも特徴であり、リアルモバイル運用が想定されている。 携帯情報端末（ハンドベルドPC）では物足りず、パソコン用OSで動作する端末が欲しいが、フルスペックのノートパソコンほどの機能・性能は無くてもよいとしているユーザーをターゲットとしている。
液晶ヒンジ部分が180度回転する機構で、液晶画面を外向きにして折りたためる構造となっており、液晶パネル横にあるスティック型のポインティングデバイスとクリックボタンによるタブレット型PCに似たような操作ができる。2007年5月にはタッチパネル液晶を搭載したタブレットPCにマイナーチェンジした。小さいながらも、普通のノートパソコンと同様にタッチパッドが搭載されている。
外部接続するための端子類・カードスロット類が豊富なのも特徴である。機種により若干の差異はあるが、外部モニター端子（D-sub15ピン）、有線・無線LAN、Bluetooth 2.0+EDR、USB 2.0、CFカードスロット、SDカードスロット、メモリースティックスロット、モノラルマイク端子、ヘッドフォン端子が備わっている。SA1F***ではCFカードスロットはType-1 のみの対応とされているが、保証対象外ながら、カード挿入時に少し斜めに挿入するか、挿入口上の出っ張りを削ることでType-2カードの使用が可能である。SA5SX***はCFカードType-2 対応とされた。
PCカードスロット、各種レガシーデバイス、IrDA、FAXモデムは搭載されていない。
組み込み用途向けCPUであるAMD Geode LX800（500MHz）を使用しており、放熱用のファンがなく、システム全体としてはかなりの静穏・低発熱となっている。汎用性の観点から搭載している2.5インチHDDが本機一番の騒音・発熱源となっている。HDDの交換には本体を完全に分解する必要がある。コミュニティではHDDをSSD（フラッシュディスク）に換装して動作させた報告がある。
搭載CPUの能力から、OSにWindows XPを採用したPCとしては必要最小限の性能・仕様スペックとなっている。メーカーWebサイトやパンフレットには割り切った用途での使用が想定されている旨の記述がある。低解像度の液晶モニター（SA1F***、SA5KX***、SA5KL***は800×480ピクセル）、クセのある特殊配列キーボードと相まって、それらのことを理解したユーザーでないと使いこなすのは難しいとされる。特にキーボードについては、メーカーではキータッチに拘ったとしているものの、実際はタイピング時の取りこぼしがよく起こる。コミュニティにおいて、キーに精密ねじを仕込むなどの物理的改造を施したり、レジストリの設定値を改変したりして、取りこぼしをなくし、キータッチを改善させる方法が紹介されている。
SA5SX***以降のモデルではキーボードの問題は改善されている。
本機は性能上Windows Vistaへのアップグレードが不可能である。サポート外ではあるが、Linuxのデバイスドライバ（Fedora Core 4用）が公式サイトにあり、Linuxをインストールして動作させることができる。
標準バッテリー、ラージバッテリーはSH/SR/SXシリーズと共通となっている。ACアダプタ、ケーブルはSH/SR/ML/MT/EXシリーズ共通となっている。

### 基本仕様
- 本体寸法 ： 約218mm（幅）×約163mm（奥行）×約25.4mm（折りたたみ時最薄部高さ）
- 初期搭載メモリ容量 ： 512MB（PC2700 SODIMM）
- CPU・チップセット ： AMD Geode LX800（500MHz）+ AMD Geode CS5536コンパニオン・デバイス
- HDD ： IDE接続の2.5インチUltraATA/100 HDD （初期搭載容量は機種によって異なる）

#### SA1F***
- 質　量 ： 約960g（標準バッテリー装着時）
- ディスプレイ ： ワイド7型液晶（LEDバックライト）、解像度800×480ピクセル
  - 一部のモデルはタッチパネル搭載
- CFカードType-1 のみ対応
- Bluetoothあり
- Windows XP Home Edtion SP2搭載

#### SA5SX***
（SA1F***からの変更点）
- 質　量 ： 約990g（標準バッテリー装着時）
- ディスプレイ ： ワイド7型液晶（LEDバックライト、タッチパネル）、解像度1024×600ピクセル
- CFカードType-2 対応
- 一部機種はBluetooth無し
- Windows XP Home Edtion SP2搭載
- SA5SX12A/FがSAシリーズの中では最高スペックを持つ

#### SA5KX***
（SA5SX***からの変更点）
- 質　量 ： 約945g（標準バッテリー装着時）
- ディスプレイ ： ワイド7型液晶（LEDバックライト、非タッチパネル）、解像度800×480ピクセル
- Bluetoothなし
- Windows XP Home Edtion SP2搭載

#### SA5KL***
（SA5SX***からの変更点）
- 質　量 ： 約945g（標準バッテリー装着時）
- ディスプレイ ： ワイド7型液晶（LEDバックライト、非タッチパネル）、解像度800×480ピクセル
- Bluetoothなし
- Windows XP Home Edtion SP3搭載
- SA5BL04A、SA5PL04Aはこれの色違いモデル

#### SA5ST***
（SA5KL***からの変更点）
- 質　量 ： 約990g（標準バッテリー装着時）
- ディスプレイ ： ワイド7型液晶（LEDバックライト、タッチパネル）、解像度1024×600ピクセル
- Bluetoothなし
- Windows XP Home Edtion SP3搭載